# Wikicesty
Wikicesty (anglicky Wikivoyage) je web založený na softwaru MediaWiki, v rámci kterého vzniká cestovní průvodce psaný dobrovolníky. Jeho obsah je k disposici pod copyleftovou licencí Creative Commons Uveďte autora-Zachovejte licenci. Od ledna 2013 patří mezi projekty nadace Wikimedia.

## Historie
Wikivoyage vznikl v roce září 2006 v podstatě jako fork německé verze portálu Wikitravel. Někteří němečtí editoři totiž byli nespokojeni s vedením projektu a s tím, že se vlastníkem wikitravel.org stala firma Internet Brands zaměřená na komerční portály, což bylo oznámeno 20. dubna 2006. Zhruba po půl roce byla proto založena nezisková organizace Wikivoyage e.V. a od 10. prosince 2006 byly dostupné stránky projektu obsahující nejdříve zejména obsah zkopírovaný z německé verze Wikitravelu.
O rok později, 10. prosince 2007, vznikla italská verze. V roce 2012 odešla na Wikivoyage i většina komunity anglickojazyčných Wikitravel. Wikivoyage se téměř současně začlenil i mezi projekty nadace Wikimedia. Provozovatel Wikitravelu Internet Brands v té souvislosti zažaloval dva editory (původního správce Wikitravelu Ryana Hollidaye a správce anglické Wikipedie Jamese Heilmana) z porušování práva vlastníka ochranné známky. Kalifornský soud ale žalobu zamítl.
V lednu 2013 byla spuštěna portugalská a španělská verze, v březnu polská a rumunská, v dubnu hebrejská a ukrajinská a v květnu řecká.

## Rozsah projektu

Logo české verze

| Pořadí | Verze       | Počet článků |
| ------ | ----------- | ------------ |
| 1      | anglická    | 32 908       |
| 2      | německá     | 20 534       |
| 3      | polská      | 13 194       |
| 4      | italská     | 12 363       |
| 5      | francouzská | 9 235        |
| 6      | perská      | 8 815        |
| 7      | ruská       | 6 827        |
| 8      | čínská      | 5 516        |
| 9      | nizozemská  | 4 325        |
| 10     | portugalská | 4 003        |

V prosinci 2024 běžel projekt ve 27 jazykových verzích. Bylo vytvořeno přes 139 900 článků a pracovalo zde 110 správců. Zaregistrováno bylo přes 2 682 000 uživatelů, z nichž bylo aktivních přes 1 300 (přispívajících v posledních 30 dnech). Podle počtu článků byla největší anglická jazyková verze, která obsahovala přes 32 900 článků (23,5 % z celkového rozsahu projektu). Další rozsáhlé verze byly německá (14,7 %), polská (9,4 %), italská (8,8 %) nebo francouzská (6,6 %). Další verze byly perská, ruská, čínská, nizozemská, portugalská, španělská, hebrejská, vietnamská, finská, švédská, řecká, japonská, esperantská, ukrajinská, bengálská, rumunská, turecká, paštštinská a hindská. 63 % článků Wikicest je napsáno v 5 největších jazykových verzích.

## České Wikicesty
První články na českých Wikicestách byly založeny v roce 2013. Jednalo se o články Hrad Gutštejn, Kyjov, Opava, Stříbro, Hlučín, Arromanches-les-Bains a Hrad Buben. V té době byly podobně jako jiné malé projekty pouze v přípravné fázi v tzv. „inkubátoru“. Tam se postupně pomalu rozvíjely, ale díky určitým nepříjemným vlastnostem inkubátoru a velmi malé uživatelské komunitě byl vývoj spíše nárazový a založený na občasných individuálních přispěvatelích. Až na přelomu roku 2023/2024 se vytvořila stabilní komunita přispěvatelů. Díky tomu byly Wikicesty uznány za hodnotné a živé. Od 25. července 2024 jsou pak plnohodnotným samostatným projektem. Aktuálně obsahují české Wikicesty 452 článků.